# Forza Motorsport 3
Forza Motorsport 3 è un videogioco di guida, sviluppato in esclusiva, per Xbox 360 da Turn 10 Studios. È stato pubblicato nel mese di ottobre 2009. È il seguito di Forza Motorsport 2 ed il terzo capitolo della serie Forza Motorsport. Nel 2011 sarà la volta di Forza Motorsport 4.

## Panoramica
Forza Motorsport 3, pubblicato per Xbox 360, è il seguito di Forza Motorsport (Xbox) e Forza Motorsport 2 (Xbox 360). Il gioco include oltre 400 vetture personalizzabili (505 con l'aggiunta dei DLC) da 50 produttori diversi e più di 100 tracciati (realmente esistenti o frutto della fantasia degli sviluppatori).

## Modalità di gioco
Nuove aggiunte al gioco includono una telecamera interna nell'auto, un bottone di guida assistita, ribaltamento del veicolo e, per la prima volta nella serie, sono stati inseriti i SUV. Inoltre, il gioco offre la possibilità di verniciare macchine da corsa. È inclusa anche la possibilità di aggiornare la produzione e aggiungere alcune automobili divise per tipo e livello di classe, rappresentata dalla valutazioni delle prestazioni R3, R2 e R1. C'è anche la possibilità di creare dei video durante il gioco e caricarli sul sito web di Forza Motorsport. Forza Motorsport 3 è composto da due dischi, ma per giocare è necessario solo il primo poiché il secondo disco serve solamente da "installazione", questo contiene anche 104 auto in più, che porta l'ammontare totale delle auto a 505, e alcuni tracciati extra. Una nuova modalità di sola stagione mette il giocatore attraverso un calendario completamente personalizzato che comprende più di 200 diversi eventi, tra cui circuito, ovale, drag, drift. Inoltre, Turn 10 Studios hanno confermato che il Circuit de la Sarthe (che viene utilizzato per la 24 Ore di Le Mans) è incluso.

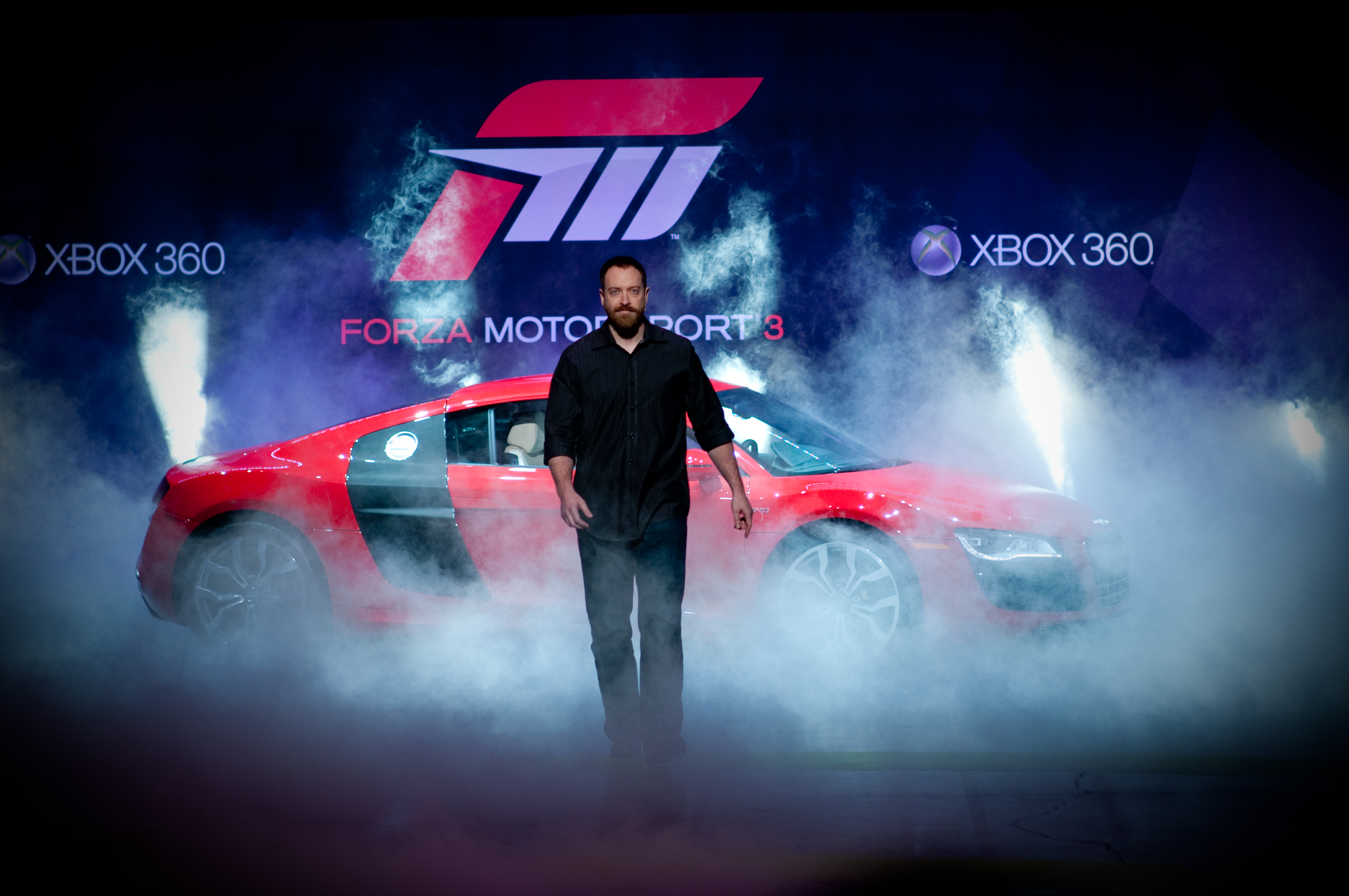
Dan Greenawalt all'inaugurazione di Forza Motorsport 3 all' E3 2009

Al E3 2009 di Microsoft Press Conference, Turn 10 ha parlato di una nuova funzione "rewind" (molto simile al "flashback" caratteristica di Race Driver: Grid), ma non si è parlato nello specifico. È stato in seguito rivelato dal Consiglio di copertura che la funzione rewind permette ai giocatori di tornare indietro nel tempo per correggere gli errori precedenti effettuati in gara. La funzione rewind non ha alcun limite e si può fare a piacimento. Durante un'altra intervista, il direttore Dan Greenwalt ha rivelato che il motore aggiornato per la fisica del gioco includerà la deformazione degli pneumatici, e la capacità di capovolgere la vettura. Ha detto anche che vi è una "pressione" del sistema in cui la CPU, a seconda di come la difficoltà è impostata, si commettono error. In aggiunta ai miglioramenti apportati alla fisica, il nuovo motore grafico presenta dieci volte più poligoni per ogni modello di auto (arrivando a circa 400.000), bump mapping, texture e risoluzione quattro volte superiore rispetto a prima. Inoltre, si conferma che il gioco gira a 60 frame al secondo. Il colloquio ha inoltre rivelato che ci saranno diverse caratteristiche che vanno dai tabelloni segnapunti alla pittura. I giocatori saranno anche in grado di creare le loro regole di gara, ma solo in partite private, come le partite normali non hanno possibilità di personalizzazione per il giocatore.

## Multiplayer
Forza Motorsport 3 include una grande varietà di contenuti Xbox Live e opzioni disponibili per i giocatori online. Questa si basa su una completamente ridisegnata "vetrina". Esso consente ai giocatori di creare disegni auto, file di configurazione e i loghi. Maggiore flessibilità è disponibile, permettendo ai giocatori di scegliere qualsiasi design o logo sarà disponibile. La funzionalità vetrina non è disponibile per i membri di Xbox Live Silver.

## Aggiornamento
All'uscita di Forza Motorsport 3, nonostante ci fosse un generale senso di stupore e meraviglia, fu segnalato da molti un problema: la mancata animazione del cambio assente in tutte le vetture, naturalmente giocando con la visuale interna all'abitacolo.
È stato annunciato un aggiornamento che aggiunge le suddette animazioni, sia del cambio automatico che di quello sequenziale, oltre a correggere una serie di bug segnalati dagli utenti riguardanti tanto il versante multiplayer che il single.

## Contenuti scaricabili
Un codice rimborsabile è stato inserito con le nuove copie del gioco per un pacchetto, il "Motorsports Legends Car Pack", che comprende 10 vetture d'epoca (come il Chevrolet Corvette del '60, l'Aston Martin DB4 del '64, la Shelby Cobra) e due tracciati in più. Uno speciale "Hyundai Genesis Coupe DLC pack" è stato distribuito gratuitamente il 17 novembre 2009. Il primo contenuto scaricabile a pagamento per Forza Motorsport 3 è stato reso disponibile l'8 dicembre 2009. È noto come "Hot Holidays" Pack e comprende la Ferrari 458 Italia e la Mercedes-Benz di Stirling Moss (Mercedes-Benz W196).

## Edizioni limitate
Sono state pubblicate due edizioni di Forza Motorsport 3: Standard e Limited. La Limited Edition è costituita da:
- Una chiavetta USB da 2 GB aerografata.
- Nuove vetture: cinque VIP Car Pack e cinque Collector's Edition Car Pack.
- Un tema premium dedicato per la dashboard.
- Un codice per scaricare l'Audi R8 V10 5.2 FSI Quattro.
- Inoltre sarai membro VIP per l'uso su Online, nella Comunità Storefront, e sui forum forzamotorsport.net;

Mentre lo standard è un pacchetto esclusivo con cinque vetture e un tema di Forza Motorsport 3 per la dashboard di Xbox 360.
Nel settembre 2009, Microsoft ha annunciato una speciale edizione limitata della console Xbox 360. L'unità include un hard disk da 250 GB, due controller wireless, un auricolare con cavo, e la versione Standard Edition del gioco.

## Soundtrack
Nel dicembre 2009, la colonna sonora è stata resa disponibile nei negozi e come download digitale da Digital Sumthing e iTunes. Essa contiene 90 minuti di musica.

## Recensione
Critiche derivano principalmente dalla mancanza di avversari artificiali in pista (solo 7), lievi difetti visivi, la vista della cabina di guida è troppo vicino al volante, l'impossibilità per gli utenti di regolare i loro veicoli durante la corsa multiplayer, e l'incapacità di creare custom pubbliche per gare multiplayer. Sono però stati aggiunti i modi più all'online per rendere il gioco più divertente, come l'ingresso Parco giochi che consente agli utenti di giocare on-line in modalità TAG nelle gare pubbliche.
Agli 2009 Spike Video Game Awards, Forza Motorsport 3 è stato nominato il miglior gioco di corse.
Il gioco dato che come Gran Turismo 5 ha l'esclusiva per una console e sono per console differenti rappresentando anche il titolo di punta delle stesse, vengono spesso presi in considerazione e confrontati per fare paragoni tra le due e la qualità della simulazione di guida dei giochi di auto delle due console, questi confronti possono generare console war e generalmente producono diversi materiali video di confronto.

## Premi e riconoscimenti
- Nominato Miglior Gioco di Guida del 2009 da Spike 2009 Video Game Awards.
- Nominato Miglior Gioco di Guida del 2009 da G4TV.
- Nominato Miglior Gioco di Guida del 2009 da CNNTech.
- Nominato Miglior Gioco di Guida del 2009 da GameTrailers.
- Nominato Miglior Gioco dell'anno 2009 per Xbox 360 da GameSpot.
- Premio Gioco dell'anno 2009 dagli Gamespot's Driving.
- Premio Raccomandata da IT Recensioni.
- Premio di Cristallo 2009 per il Gioco di Guida dell'anno.
- Punteggio di 9.5/10 da Gamespot Editors X.

## Colonna sonora
- Trash - The Whip
- Tick Tick Boom - The Hives
- Rise Against - Long Forgotten Sons
- Fall From Grace - Burned
- Torche - Across The Shields
- Solaris - Celldweller
- The Black Halos - No Tomorrow Girls
- Alkaline Trio - We've Had Enough
- Pendulum - Showdown
- Hard-FI - Suburban Knights
- The Fratellis - My Friend John
- The Duke Spirit - Send A Little Love Token
- Commix - Talk To Frank
- The Qemists - Lost Weekend
- The Qemists - On the Run
- The Qemists - S.W.A.G.
- 99 Men - 100 Percent
- Tc - Borrowed Time
- Freeland - Under Control
- Alex Metric - What Now
- DJ Drunken Master - Oversquare
- Mistabishi - Talk Me Down
- Evil Nine - Twist the Knife
- Borderline aka blocks - Adam Freeland
- Turbonegro - Do You Dig Destruction
- Logistics - Cosmonaught
- Logistics - Intervention
- Logistics - Toy Town
- One Week - El Cato